# Erodium moschatum
La almizclera  (Erodium moschatum) es una especie de la familia Geraniaceae

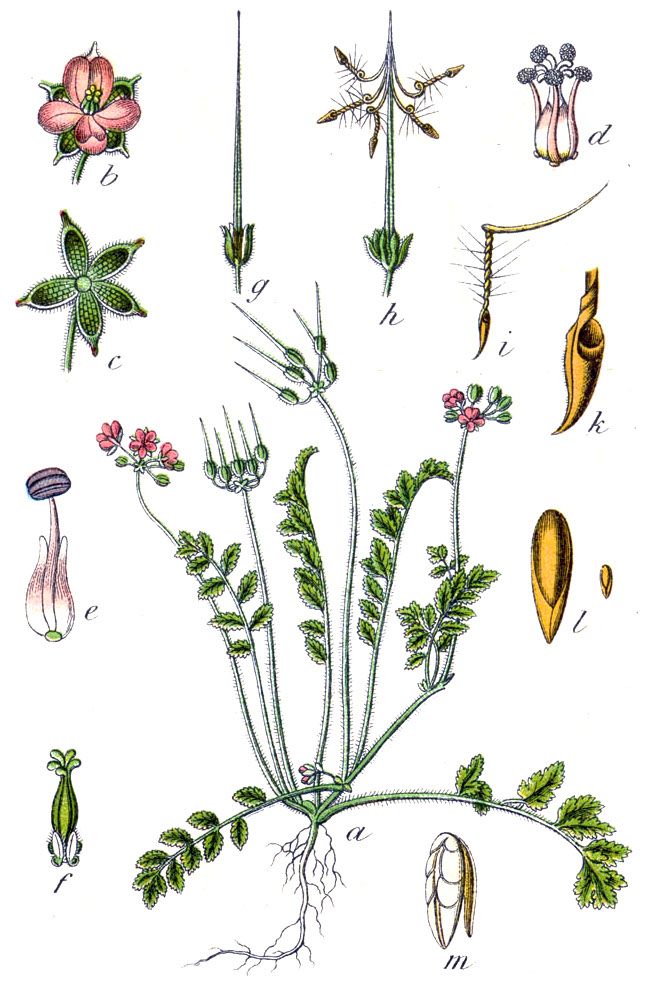
Ilustración

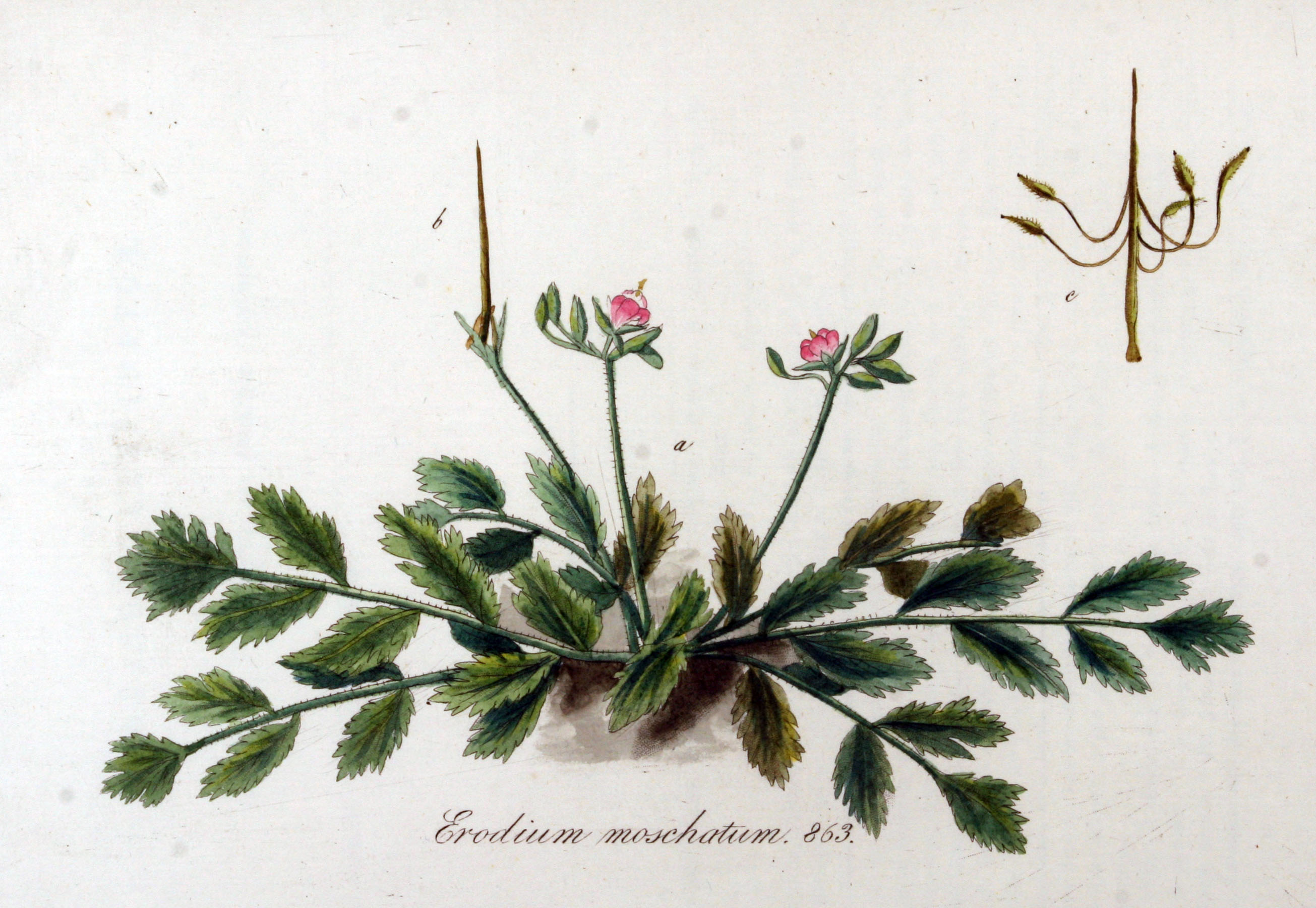
Ilustración en Flora Batava

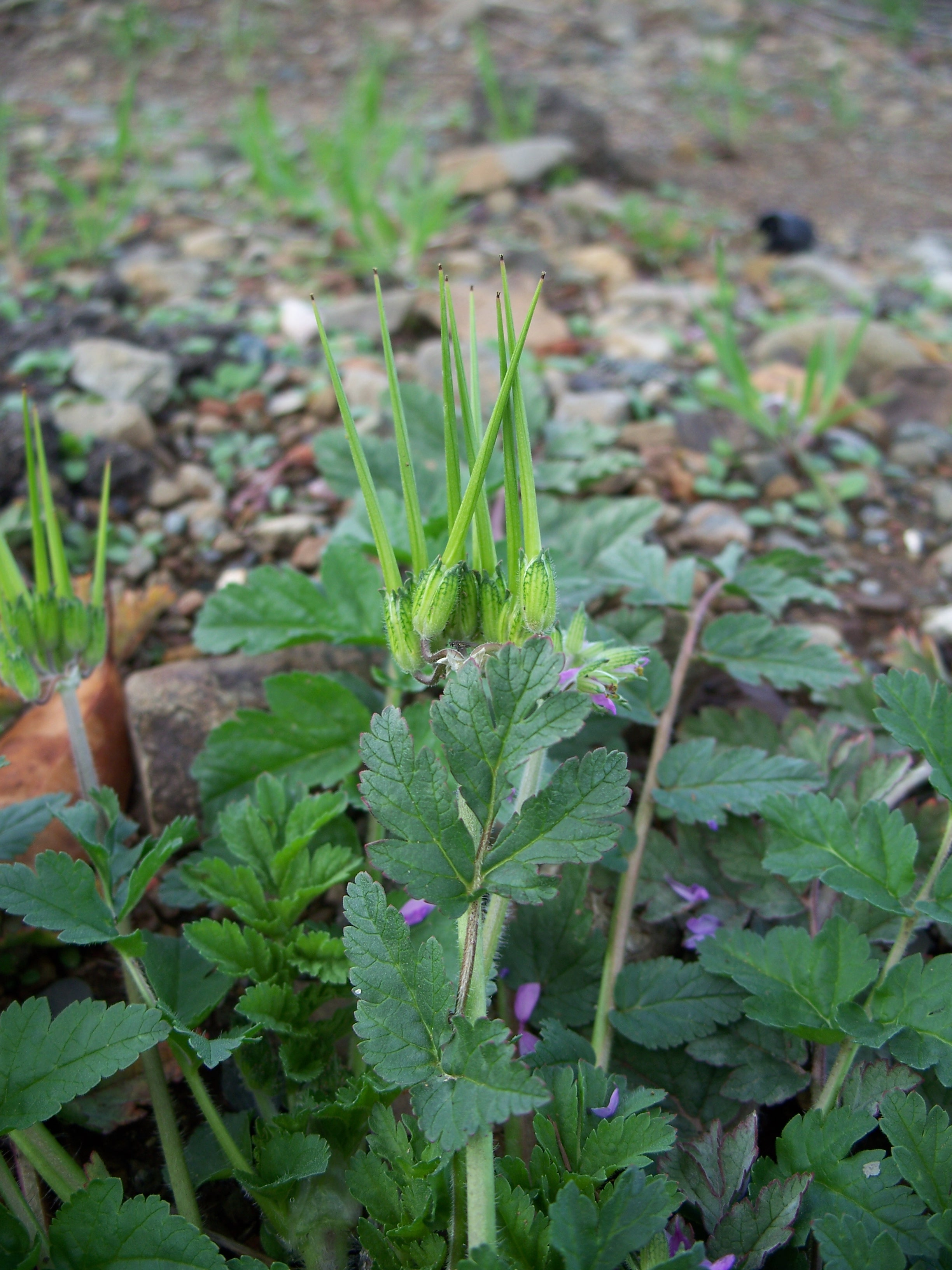
En su hábitat

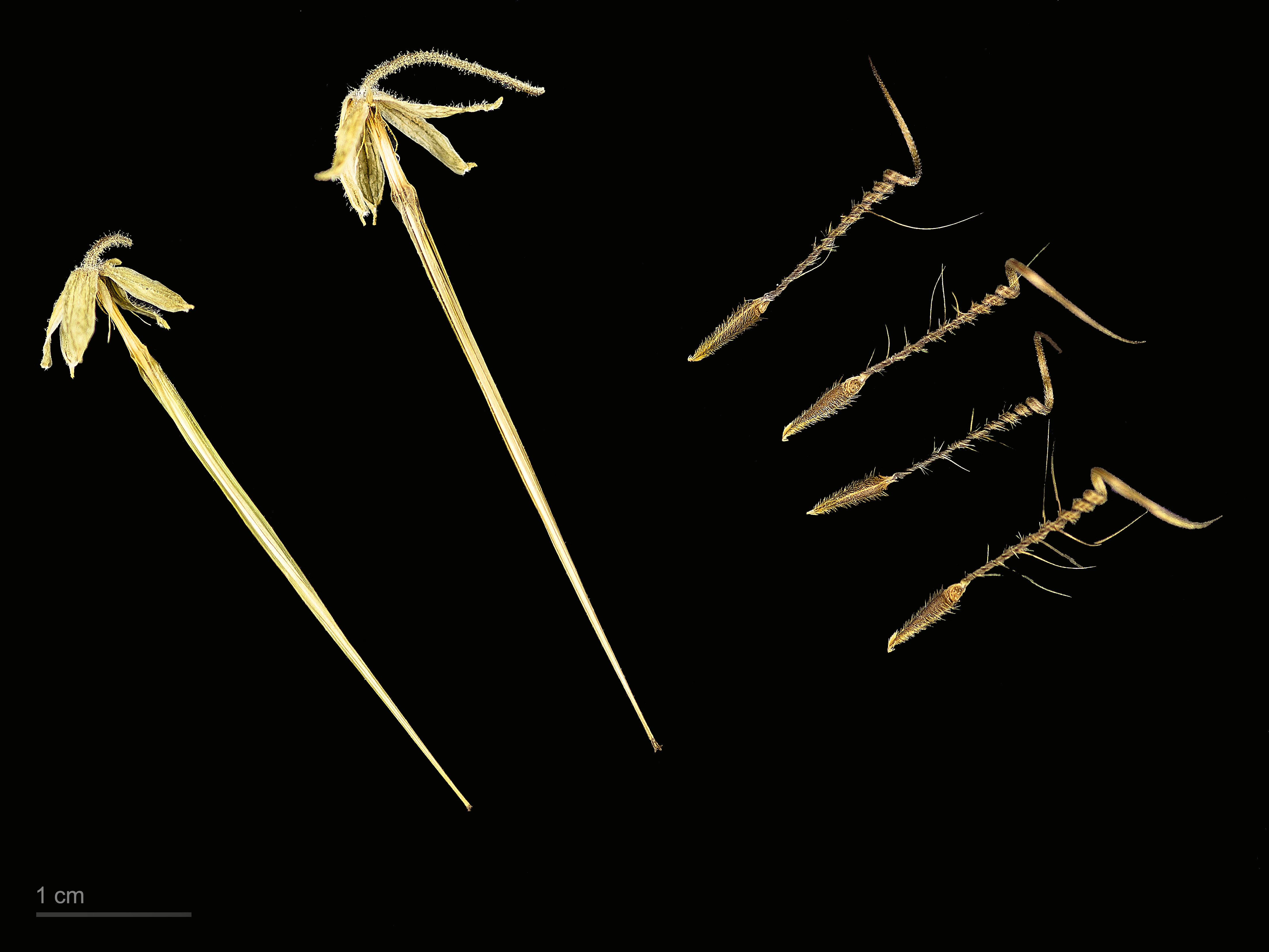
Erodium moschatum

## Descripción
Anual o bienal, de fuerte olor a almizcle, tallos robustos, ramosos, extendidos o ascendentes de hasta 6 dm, densamente pelosos por arriba. Hojas oblongo-lanceoladas en su contorno, pinnadas, con folíolos ovados dentados o lobulados. Flores violeta o moradas, en umbelas de largo cabillo de 5-12 flores; pétalos aproximadamente de 1,5 cm, a menudo caídos ya al mediodía; sépalos de 6-9 mm. Fruto de pelos marrones o blancos; pico de hasta 4,5 cm. Florece en primavera y verano.

## Hábitat
Habita en terreno cultivado, zonas baldías, y en terrenos arenosos generalmente cerca del mar en el sur y oeste de Europa.

## Taxonomía
Erodium moschatum fue descrita por (L.) L'Hér. y publicado en Hortus Kewensis; or, a catalogue . . . 2: 414–415. 1789.
Etimología
Erodium: nombre genérico latino que procede del término griego ερωδιός, cuya transcripción es erodiós, y cuyo significado es garza, que fue asignado a ese género de plantas debido al parecido que presentan sus frutos con el largo pico de dicha ave.
moschatum: epíteto latino, cuyo significado es almizclado, y que procede del término griego μόσχος, cuya transcripción es moscos, y cuyo significado es almizcle.
Citología
Número de cromosomas de Erodium moschatum (Fam. Geraniaceae) y táxones infraespecíficos: 2n=20
Sinonimia
- Erodium australe Salzm. ex Nyman
- Erodium dentatum Dumort.
- Erodium moschatum (L.) Willd.
- Erodium robertianum C.A.Mey. ex Nyman
- Geranium cicutarium var. moschatum L.
- Geranium moschatum (L.) Burm.f.
- Geranium moschatum (L.) L.[4]

## Nombres comunes
- Castellano: aguja de Nuestra Señora, agujas de Nuestra Señora, alfileles, alfileres, alfileres almizcleños, alfilerico, alfilerilla, alfilerillos, alfileritos, alfileros, alfileteros, almizcleña, almizclera, almizeleña, barbadejos, ceriñuelo, cigüeñuela, geranio almisclado, geranio almizclado, geranio almizcleño, geranio de almizcle, geranio primero, hierba almizclada, hierba del almizcle, hierba del moro, hierba mezclera, pico de cigüeña con olor a almizcle, pico de cigüeña primero, relojes, relojicos, relojitos, tintones, tuercegallegos, tuercegallos, yerba almizclada, yerba almizclera, yerba de almizcle, yerba del almizcle, yerba del moro, yerba mezclera.[5]